# هشام الماحوزي
هشام عبد الجليل عباس الماحوزي (ولد في 21 أكتوبر 1979 في المنامة، البحرين) لاعب كرة قدم بحريني سابق وحاليا مدرب كرة قدم. يتولى حاليا منصب مدرب نادي الرفاع الذي ينافس في الدوري البحريني الممتاز منذ 2023.